# Ressons-sur-Matz
Ressons-sur-Matz – miejscowość i gmina we Francji, w regionie Hauts-de-France, w departamencie Oise.
Według danych na rok 1990 gminę zamieszkiwało 1408 osób, a gęstość zaludnienia wynosiła 153 osoby/km² (wśród 2293 gmin Pikardii Ressons-sur-Matz plasuje się na 202. miejscu pod względem liczby ludności, natomiast pod względem powierzchni na miejscu 515.).